# Premi Osella
El premi Osella és un guardó atorgat a la Mostra de Venècia. Sota aquesta denominació s'hi agrupen diversos premis caracteritzats per la seva irregularitat d'entrega i les diverses categories a les quals fa referència, com per exemple millor muntatge, millor guió o altres contribucions tècniques.

## Els Premis
- Premi Osella pel millor guió
- Premi Osella per la millor contribució tècnica